# Großfußhühner
Die Großfußhühner (Megapodiidae) sind eine im australasischen Raum verbreitete Familie der Hühnervögel. Die 22 Arten bilden ein klar definiertes Taxon, das durch morphologische Gemeinsamkeiten wie die namengebenden vergrößerten Zehen, vor allem aber durch das außergewöhnliche Brutverhalten gekennzeichnet ist. Manche Arten bauen gewaltige Bruthügel, andere verscharren ihre Eier im Erdboden und lassen sie von der Wärme von Vulkanen ausbrüten. Daher kommt auch der teils verwendete Name Vulkanhuhn.

## Merkmale
Großfußhühner sind wie fast alle Hühnervögel plumpe Bodenbewohner, die selten fliegen. Ihre Größe reicht von 28 bis 70 cm, das Gewicht von 500 bis 2450 g. Kleinster Vertreter der Familie ist das Lapérousehuhn, am größten ist das Buschhuhn. Die großen und kräftigen Beine und Füße waren nicht nur im Deutschen namengebend, sondern auch im wissenschaftlichen Namen (Megapodiidae). Da sie im Zusammenhang mit dem Brutverhalten zum Graben und zum Aufschütten von Nisthügeln gebraucht werden, ist die Größe von Vorteil. Die Hinterzehe ist voll entwickelt und liegt auf einer Höhe mit den Vorderzehen – ein Merkmal, das Großfußhühner mit den Hokkos gemein haben und das dafür sorgt, dass beide oft für verwandt gehalten werden.
Im Zusammenhang mit dem Brutverhalten steht auch der Schnabel, der hühnertypisch kurz und unspezialisiert wirkt, aber mit einem empfindlichen Temperatursinn ausgestattet ist, mit dem die Temperatur des Nisthügels kontrolliert wird.
Im Gefieder überwiegen Braun-, Schwarz- und Grautöne. Diese unauffällige Färbung gewährleistet eine Tarnung im Unterholz. Bunter gefärbt sind die nackten Hautpartien im Gesicht, die sich bei manchen Arten auch über den gesamten Kopf und Hals erstrecken. Davon ausgehend haben manche Arten paarige Hautlappen unter dem Kinn oder auffällige Kehlsäcke. Das Hammerhuhn trägt eine knöcherne Helmstruktur auf dem Kopf, die an einen Kasuar erinnert.
Der Geschlechtsdimorphismus ist, wenn er überhaupt existiert, nicht besonders auffällig. Männchen sind oft etwas größer, die nackten Hautpartien sind etwas farbenfroher, und die Hautlappen und Knochenkämme sind größer und auffälliger. Diese Unterschiede sind aber so gering, dass sie feldornithologisch kaum nutzbar sind.
Die Flügel der Großfußhühner sind groß und gerundet. Sie ermöglichen einen Flug über kurze Distanzen. Meistens wird die Flugfähigkeit nur bei Gefahr genutzt. Größere Arten schaffen dabei oft nur Entfernungen von wenigen Metern.
Der Schwanz ist je nach Gattung sehr unterschiedlich. Die „echten“ Großfußhühner der Gattung Megapodius haben einen sehr kurzen, eckigen Schwanz. Hingegen ist der Schwanz der Buschhühner und Talegallas lang und gerundet und kann bei der Balz entfaltet oder aufgestellt werden.

## Verbreitung und Lebensraum
Der Verbreitungsschwerpunkt der Großfußhühner liegt in Australien, Neuguinea und Indonesien östlich der Wallace-Linie. Eine Art, das Philippinenhuhn, lebt zudem auf den Philippinen und der westlich der Wallace-Linie gelegenen Insel Borneo, eine weitere, das Nikobarenhuhn, auf den zu Indien gehörenden Nikobaren. Zudem leben mehrere Arten verstreut auf melanesischen und polynesischen Inseln.
Im Pazifik ist das Verbreitungsgebiet sehr verstreut. So lebt das Pritchardhuhn ausschließlich in der Caldera der zu Tonga gehörenden Insel Niuafoʻou, während es auf den umliegenden Inseln keine Großfußhühner gibt. Es scheint jedoch, dass das extrem lückenhafte Verbreitungsgebiet durch den Menschen verursacht wurde. Berichte von Seefahrern des 18. und 19. Jahrhunderts weisen darauf hin, dass einst auch Neukaledonien, die Kermadecinseln, Samoa und Haʻapai Großfußhühner beherbergten. Subfossile Funde belegen ehemalige Vorkommen von Großfußhühnern auf Fidschi. Demnach waren es höchstwahrscheinlich polynesische, melanesische oder europäische Jäger, die Großfußhühner auf den meisten ozeanischen Inseln ausrotteten.
Dennoch bleibt die Frage, weshalb sich Großfußhühner nicht weiter nach Westen ausbreiteten. Hierzu gibt es zwei Theorien: Nach der ersten ist es die Konkurrenz der in Asien weit verbreiteten Fasanenartigen, die Großfußhühnern ein Überschreiten der Wallace-Linie nicht erlaubte. Nach der anderen ist es das weitgehende Fehlen von räuberisch lebenden Säugetieren, das Ozeanien zu einem idealen Lebensraum der Großfußhühner macht; dieser Vorteil besteht westlich der Wallace-Linie nicht.
Der bevorzugte Lebensraum fast aller Arten ist der Boden des tropischen Regenwalds. Auf manchen Inseln haben Großfußhühner aufgrund der Einschränkungen des Lebensraums sich an offenes Buschland angepasst. Als einzige Art lebt das Thermometerhuhn Australiens in semiariden Habitaten, die von Mallee und Akazien geprägt sind.

## Lebensweise

### Aktivität

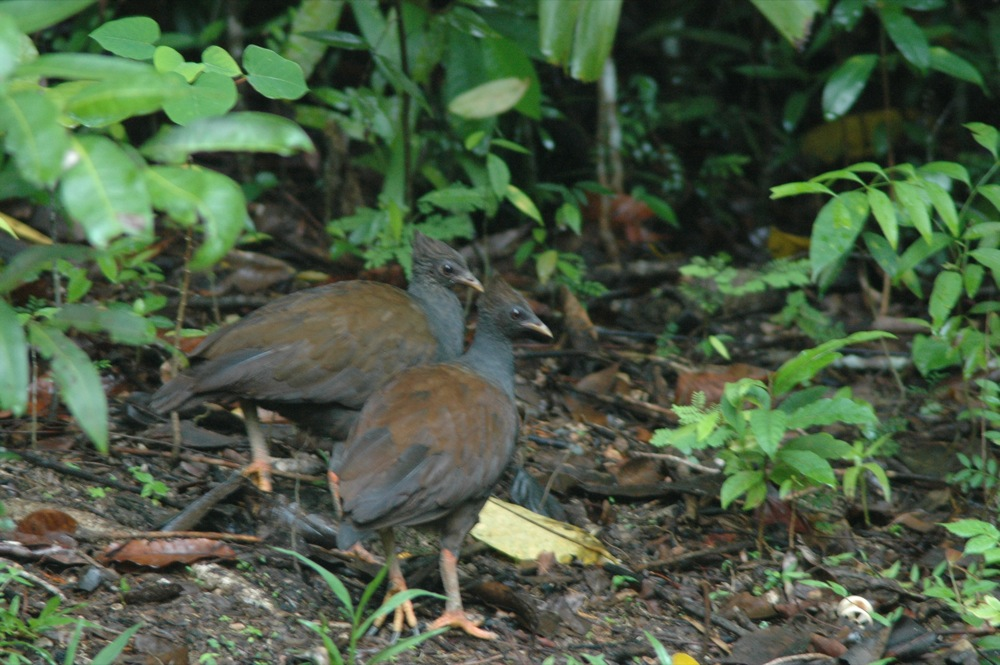
Rotbein-Großfußhühner

Die meisten Großfußhühner führen ein unauffälliges Leben im dichten Unterholz, weshalb sie schwer zu beobachten sind. Vor allem über die Lebensweise von vielen Insel-Endemiten ist kaum etwas bekannt.
Tagaktive Arten überwiegen, es gibt jedoch auch dämmerungs- und überwiegend nachtaktive Großfußhühner. Man trifft sie meistens einzeln oder in Paaren. Die Umgebung eines Nestes wird gegen Artgenossen erbittert verteidigt. Nur das Hammerhuhn und das Molukkenhuhn sind geselliger und tolerieren weitere Nester in der Nähe. Außerhalb der Brutzeit kann man die Vertreter mancher Arten in kleinen Gruppen in den Bäumen ruhen sehen.

### Ernährung
Großfußhühner sind Allesfresser. Zu ihrer pflanzlichen Nahrung zählen Samen, Knospen, Blüten, Blätter und Früchte; an Tieren werden Insekten, Spinnen, Tausendfüßer, Würmer und Schnecken gefressen. Beim Thermometerhuhn, der am besten erforschten Art, beträgt der pflanzliche Anteil an der Nahrung 87 %, der tierische 13 %.
Wie viele andere Vögel schlucken Großfußhühner oft Kies und Sand, die der mechanischen Zerkleinerung der Nahrung im Muskelmagen dienen (Gastrolithen).
Da Großfußhühner bei der Nahrungssuche im Waldboden scharren und das Laub aufwühlen, folgen ihnen gelegentlich kleinere Vögel, um aufgescheuchte Kleintiere zu erbeuten. Beobachtet wurde dieses Verhalten beispielsweise bei manchen Panthervögeln.

### Fortpflanzung
In der gesamten Vogelwelt sind Großfußhühner einmalig, weil sie ihre Eier nicht durch die Körpertemperatur wärmen, also nicht selbst bebrüten, sondern durch andere Systeme – etwa indem sie einen Bruthügel („Inkubator“) aufhäufen oder die Eier vergraben. Fünf unterschiedliche Brutsysteme haben Großfußhühner entwickelt. Am häufigsten ist das Errichten eines Bruthügels, daneben kommen die Nutzung der Wärme vulkanischer Erde, der Sonnenhitze und der bei der Verrottung von Baumwurzeln produzierten Wärme vor. Die fünfte Methode ist der Brutparasitismus.

#### Bruthügel

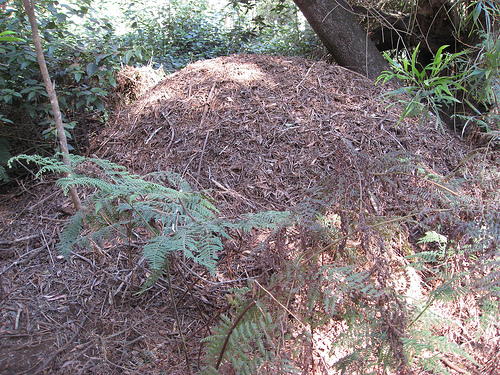
Bruthügel eines Buschhuhns

Die Bruthügel der Großfußhühner werden aus pflanzlichem Material und Erde errichtet. Dabei wird meistens zuerst feuchtes Material gestapelt und dann von trockenem überdeckt. Meistens ist das Männchen allein für den Hügelbau verantwortlich, bei manchen Arten assistiert das Weibchen. Der bevorzugte Ort für einen Bruthügel liegt schattig unter Bäumen, wo er keinen großen Temperaturschwankungen ausgesetzt ist. Eine Ausnahme ist hier das Thermometerhuhn, das in ariden Regionen brütet.
Die genaue Zusammensetzung eines Bruthügels ist von Art zu Art unterschiedlich. Auch die Form unterscheidet sich selbst innerhalb einer Art. Oft scheint jedoch der beschriebene Formenreichtum bei manchen Arten damit zusammenzuhängen, dass die Beobachter Hügel in unterschiedlichen Baustadien gesehen haben. Meistens wird zunächst ein konischer Hügel aufgeschichtet, dessen Spitze dann nachträglich zu einem Plateau abgeflacht wird.
Der Sinn eines Bruthügels liegt in der Versorgung der Eier mit Wärme und Feuchtigkeit. Die Hitze wird durch Mikroorganismen erzeugt, die das organische Material abbauen. Die im Hügel herrschende Temperatur liegt beim Thermometerhuhn bei 32 bis 38 °C, beim Reinwardthuhn bei 33 bis 39 °C und bei den anderen Arten offenbar in ähnlichen Temperaturbereichen. Wichtig ist für die Entwicklung der Eier, dass die Temperatur im Bruthügel konstant bleibt. Förderlich für diese Konstanz sind ein möglichst großer Hügel und die Verwendung viel frischen Materials. Lange Dürren und anhaltende Regenfälle können die Temperatur dennoch ins Schwanken bringen. Gegen solche Störungen ist der Embryo eines Großfußhuhns allerdings erstaunlich tolerant; durch verlangsamtes Wachstum und verspätetes Schlüpfen kann er auf ungünstige Temperaturverhältnisse reagieren. Allein das Thermometerhuhn muss, um die Temperatur in den offenen Regionen Australiens konstant zu halten, den Hügel unentwegt betreuen. So wird er regelmäßig mit Sand bedeckt, um eine Überhitzung zu verhindern, oder gar geöffnet.

Darstellung des Bruthügels vom Thermometerhuhn

Um die nötige Wärme zu produzieren, muss ein Bruthügel mindestens 2 m breit und 75 cm hoch sein. Die meisten Großfußhühner bauen allerdings größere Hügel. Vor allem, da manche Arten alte Hügel um- oder ausbauen, können diese Konstruktionen gigantische Ausmaße annehmen. Den Rekord hält der Hügel eines Reinwardthuhns, der 12 m breit und 5 m hoch war. Bei manchen Hügeln konnte eine Nutzung über einen Zeitraum von vierzig Jahren nachgewiesen werden. Die Strukturen verändern hiernach dauerhaft die Landschaft. So findet man in Australien manche Bruthügel, die zwar seit 1500 Jahren nicht mehr genutzt werden, die aber immer noch erkennbar sind.

#### Vergraben der Eier
Von acht Arten ist bekannt, dass sie ihre Eier im Sand oder in der Erde vergraben. Sie nutzen hierzu besondere Stellen, die eine außergewöhnliche Wärmezufuhr gewährleisten. Drei Arten nutzen diese Methode ausschließlich, die fünf anderen verwenden sie neben dem Bruthügelbau.
Die Hühner graben einen Gang, der 90 bis 200 cm lang und 15 bis 40 cm breit ist – im Sand ist ein solcher Gang normalerweise kürzer als in festerer Erde. Am Ende dieses Gangs werden die Eier abgelegt und dann sich selbst überlassen. Diese Großfußhühner sind somit, abgesehen von Brutparasiten, die einzigen Vögel, die nach der Eiablage keinerlei Brutpflege betreiben.
Geothermie als Wärmequelle nutzen vor allem das Bismarckhuhn, das Pritchardhuhn, das Lapérousehuhn und das Hammerhuhn. Ein Beispiel ist das Pritchardhuhn, das auf der Vulkaninsel Niuafoʻou endemisch ist und seine Eier in die vulkanische Erde legt. Da Stätten mit der gebotenen Wärme (auch hier liegt sie im Bereich von über 30 °C) selten sind, finden sich mancherorts Ansammlungen von vielen Großfußhühnern auf engstem Raum. In der Pokili-Region auf der Insel Neubritannien halten sich bis zu 53.000 Bismarckhühner gleichzeitig auf, die dort ihre Eier ablegen.
Die Nutzung von Sonnenwärme ist dagegen das Brutprinzip beim Hammerhuhn und beim Molukkenhuhn. Die Eier werden im Sand vergraben und der Sonnenhitze ausgesetzt. Dieses Verfahren wird nur während der Trockenzeit angewendet.
Wenig erforscht wurde bisher die Nutzung der Wärme faulender Baumwurzeln. Dies scheint das normale Verfahren beim Layardhuhn der Vanuatu-Inseln zu sein.

#### Brutparasitismus
Brutparasitismus ist ebenfalls wenig erforscht, scheint aber recht oft vorzukommen. Nachgewiesen ist, dass auf Neuguinea das Neuguineahuhn seine Eier in die Bruthügel von Kamm- und Halsbandtalegalla legt. Auch bei anderen Hügeln hat man Gelege verschiedener Arten in einem Hügel nachgewiesen, obwohl letztlich unklar war, welche Art hier welche parasitiert hat. Großfußhühner, die diese Methode anwenden, sparen sich den kraftzehrenden Bau eines Bruthügels, aber ihre Jungen bedürfen ebenso wenig wie die anderer Großfußhühner einer Brutpflege. Dies unterscheidet den Brutparasitismus der Großfußhühner von dem etwa des Kuckucks, bei dem noch weit über die Eiablage hinaus ein Nutzen aus dem parasitischen Verhalten gezogen wird.

#### Paarbildung
In der Regel sind Großfußhühner monogam. Polygynie ist allerdings beim Buschhuhn die Regel und wurde auch beim Thermometerhuhn nachgewiesen. In diesem Fall legen mehrere Weibchen ihre Eier in einen Hügel. Für gewöhnlich betreut aber ein Paar einen Bruthügel.
Ein Weibchen inspiziert meistens mehrere Bruthügel, ehe es sich für einen und somit für einen Partner entscheidet. Die Perfektion des Hügels ist hierbei ausschlaggebender als seine Größe oder Form. So werden selten Hügel gewählt, die viele große Zweige und andere sperrige Gegenstände enthalten, die ein Öffnen des Hügels zur Eiablage ebenso erschweren wie ein späteres Befreien der Jungen.
Die Begattung findet auf dem Hügel statt.

#### Eiablage
Vor dem Ablegen der Eier nimmt das Weibchen „Testgrabungen“ im Hügel vor, bei denen es Stellen mit einer geeigneten Temperatur sucht. Mit dem gut ausgebildeten Temperatursinn des Schnabels wird die Wärme immer wieder geprüft und letztlich eine Stelle gewählt.
Großfußhühner haben extrem große Gelege. Ein Hammerhuhn legt acht bis zwölf Eier, ein Thermometerhuhn 15 bis 24, ein Buschhuhn sogar bis zu 30 Eier. Die Eiablage kann über einen Zeitraum von mehreren Monaten erfolgen.
Während Buschhuhn, Kammtalegalla und Braunbrust-Talegalla rein weiße Eier haben, sind die Eier der anderen Arten von einer rotbraunen Farbe. Die Eier wiegen je nach Art 75 bis 230 g und sind mit 10 bis 20 % des Körpergewichts des Weibchens außergewöhnlich groß und schwer.
Darüber hinaus haben die Eier eine Reihe weiterer bemerkenswerter Eigenschaften. Ihr Dotteranteil liegt immer über 50 %, bei vielen Arten sogar über 60 %. Normal ist bei Vögeln, auch bei anderen Hühnervögeln, ein Anteil von unter 50 %. Nur bei Kiwis finden sich ähnlich hohe Werte. Dafür ist der Wasseranteil in den Eiern geringer. Die Schale der Eier ist sehr dünn – nämlich um 31 % dünner als bei einem Ei eines anderen Hühnervogels. Dies hat zwei Gründe: Zum einen wird durch die dünne Schale die Sauerstoffversorgung des Inneren erleichtert, so dass auch die wenige Luft, die unter der Erde ankommt, ausreichend ist; zum anderen wird dem Jungen das Aufsprengen der Schale erleichtert, da es keinen Eizahn hat.

#### Brut und Schlüpfen

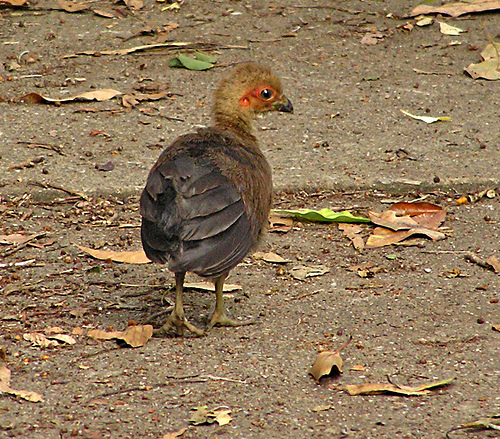
Buschhuhn nach dem Schlüpfen

Die Anzahl der Tage zwischen Eiablage und Schlüpfen kann extrem variieren, abhängig von den Umweltbedingungen. Bei schlechten klimatischen Verhältnissen verlangsamt der Embryo sein Wachstum und schlüpft erheblich später. Thermometerhühner schlüpfen unter Idealbedingungen nach fünfzig Tagen, unter schwierigen Bedingungen auch erst nach 96 Tagen. Da die Eier nicht gleichzeitig, sondern in einem Zeitraum von mehreren Monaten abgelegt werden, schlüpfen auch die Jungen zu sehr unterschiedlichen Zeiten.
Da sich im Ei keine Luftkammer wie in den Eiern der meisten anderen Vögel befindet, ist ein sehr schnelles Schlüpfen vonnöten. Der Embryo wurde wie alle Vogelembryos über das Allantochorion mit Sauerstoff versorgt. Sobald dies reißt, ist die Luftzufuhr abgeschnitten, und der Jungvogel muss schnellstmöglich das Ei verlassen. Dem Jungvogel fehlt der Eizahn – genau genommen bildet sich beim Embryo zunächst ein Eizahn, der sich aber im entscheidenden Moment des Schlüpfens schon wieder zurückgebildet hat. Die Schale wird daher durch Treten mit den Füßen aufgesprengt – hierbei kommt die geringe Dicke der Schale zugute. Das Junge kämpft sich dann selbständig durch den Hügel bzw. durch die Erde nach oben. Bei einem großen Bruthügel kann dieser Weg einen vollen Tag in Anspruch nehmen.
Junge Großfußhühner sind beim Schlüpfen weiter entwickelt als alle anderen Vögel – ein Resultat des hohen Dotteranteils der Eier und der langen Bebrütungszeit. Ein eben dem Ei entschlüpftes Bismarckhuhn misst bereits 11 cm, das ist ein Drittel der Länge des adulten Vogels. Das geschlüpfte Großfußhuhn hat kein Daunenkleid und ist vom ersten Tag an fähig, zu fliegen und seine Körpertemperatur zu regeln. Eine Brutpflege findet nun nicht mehr statt. Begegnet das Junge den Elternvögeln am Hügel, nehmen diese keine Notiz von ihm oder scheuchen es davon. Es ist somit sofort ganz auf sich gestellt.
Neben schlechten klimatischen Bedingungen sind in der indoaustralischen Region vor allem Warane für ein Scheitern der Brut verantwortlich. Auf dem australischen Festland kommen heute auch Füchse und Marder hinzu, die es dort ursprünglich nicht gegeben hat. Nachdem der Mensch sie eingeschleppt hat, sind sie in manchen Regionen in großem Maße für Fehlschläge der Bruten von Großfußhühnern verantwortlich.

## Stammesgeschichte

### Fossile Großfußhühner
Als älteste Vertreter der Großfußhühner galten früher Vertreter der Gattung Quercymegapodius, die im Eozän und Oligozän in Europa verbreitet waren. Heute glaubt man allerdings nicht mehr, dass es sich um Großfußhühner oder auch nur deren Verwandte gehandelt hat, und stellt sie entweder in eine eigene Familie Quercymegapodiidae oder zu den fossilen Gallinuloididae.
Zwar sind subfossile Funde aus dem Holozän vor allem von ozeanischen Inseln häufig, aber ältere Funde sind rar. Das älteste bekannte Großfußhuhn ist Ngawupodius minya aus dem späten Oligozän Australiens. Aus dem Pleistozän Australiens ist mit Progura gallinacea ein bis zu 7 kg schweres Großfußhuhn bekannt, das zwei- bis dreimal so groß war wie ein Buschhuhn, das größte der rezenten Großfußhühner.

### Evolution des Brutverhaltens
Interessant sind im Zusammenhang mit den Großfußhühnern auch Überlegungen, wie die bemerkenswerten Brutmethoden entstanden sind. Auf den ersten Blick erinnern diese eher an Krokodile und andere Reptilien. Daraus schloss der schweizerische Zoologe Adolf Portmann 1938, dass Großfußhühner besonders primitive Vögel seien, die noch nicht den Nestbau entwickelt hätten und noch Verfahrensweisen ihrer Reptilienvorfahren aufwiesen. Zweifel an dieser Theorie kamen in den 1960ern auf, als man entdeckte, dass der Embryo des Großfußhuhns sehr wohl einen Eizahn ausbildet, diesen aber wieder zurückbildet – ein Zeichen dafür, dass Großfußhühner in ihrer Stammesgeschichte ein Brutverhalten wie alle anderen Vögel gehabt haben dürften (Biogenetische Grundregel). Heute gilt Portmanns Theorie als nicht mehr haltbar. Die Ähnlichkeiten zum Brutverhalten von Reptilien sind in konvergenter Evolution entstanden.
Eine lange unbeantwortete Frage war, welche Brutstrategie älter ist: das Bauen von Bruthügeln oder das Vergraben der Eier an erhitzten Stellen. Erschwert wird die Beantwortung dadurch, dass sich keine systematische Trennung zwischen „Hügelbauern“ und „Gräbern“ ziehen lässt. So gibt es innerhalb der Gattung Megapodius sowohl Hügelbauer als auch Gräber, und manche Arten praktizieren auf einer Insel die eine und auf einer benachbarten Insel die andere Methode. Das Vergraben scheint die einfachere Methode zu sein, so dass Ornithologen am Beginn des 20. Jahrhunderts vermutet haben, es müsse die ältere sein. Dem widersprach Clark, der meinte, ein bewachter Bruthügel sei ein Übergang zwischen dem typischen Vogelnest und einem Loch in der Erde, das nach dem Ablegen der Eier verlassen wird. Gestützt wird Clarks Ansicht von neuen phylogenetischen Untersuchungen, die zeigen, dass die niedrigsten Äste im Kladogramm der Großfußhühner alle zu Hügelbauern führen und erst die jüngsten Zweige zu Gräbern (siehe unten).
Unbeantwortet bleibt allerdings die Frage, warum die Methode des Hügelbaus entwickelt wurde. Zwar sparen sich die Großfußhühner das Brüten und die Jungenaufzucht, doch der Bau eines Bruthügels und dessen Pflege ist eine enorme Kraftanstrengung, die den Aufwand einer herkömmlichen Vogelbrut noch übertreffen dürfte. Ein männliches Thermometerhuhn ist beispielsweise elf Monate am Stück mit dem Bau und der fortwährenden Wartung seines Bruthügels beschäftigt. Begünstigt wurde die Entwicklung des Verhaltens wohl durch das weitgehende Fehlen karnivorer Säugetiere in ihrem Verbreitungsgebiet.

## Systematik

### Externe Systematik
Traditionell werden die Großfußhühner an der Basis der Hühnervögel angesiedelt. Zoologen vergangener Jahrhunderte stellten sie auch in die Nähe von Regenpfeiferartigen, Tauben, Leierschwänzen, Steißhühnern oder sogar Greifvögeln. Ihre Stellung zu den Hühnervögeln wird ebenso wie ihre Monophylie heute aber nicht mehr angezweifelt.
Innerhalb der Hühnervögel wurde sehr oft eine entfernte Verwandtschaft zu den südamerikanischen Hokkos angenommen. Beide werden dann in einer gemeinsamen Unterordnung Craci (oder Cracides, Cracoidea) geführt. Diese zuerst auf anatomischen Gemeinsamkeiten beruhende Annahme wurde auch durch biochemische Untersuchungen der Eier sowie durch DNA-Hybridisierung bestätigt. Unter den konkurrierenden Ansichten am bedeutsamsten ist jene, die Großfußhühner als Schwestergruppe aller anderen Hühnervögel sieht. Gestützt wird dies durch Analysen der Federstruktur.

### Interne Systematik
Eine Unterteilung der Großfußhühner in zwei Untergruppen „großer“ (Alecturini) und „echter“ (Megapodiini) Großfußhühner geht auf George Clark zurück, der sich 1964 an einer Klassifikation versuchte. Heute gilt diese Unterteilung als nicht mehr haltbar. Nach einer morphologischen Analyse von 1992 bilden die Gattungen Megapodius, Eulipoa und Macrocephalon ein monophyletisches Taxon, die Gattungen Aepypodius und Alectura ein weiteres.
Die im Folgenden vorgenommene Einteilung in sieben Gattungen mit 22 Arten folgt Jones, Dekker und Roselaar 1995, die Einteilung in drei Unterfamilien Kimball et al. (2021).
- Unterfamilie Macrocephalinae
  - Macrocephalon

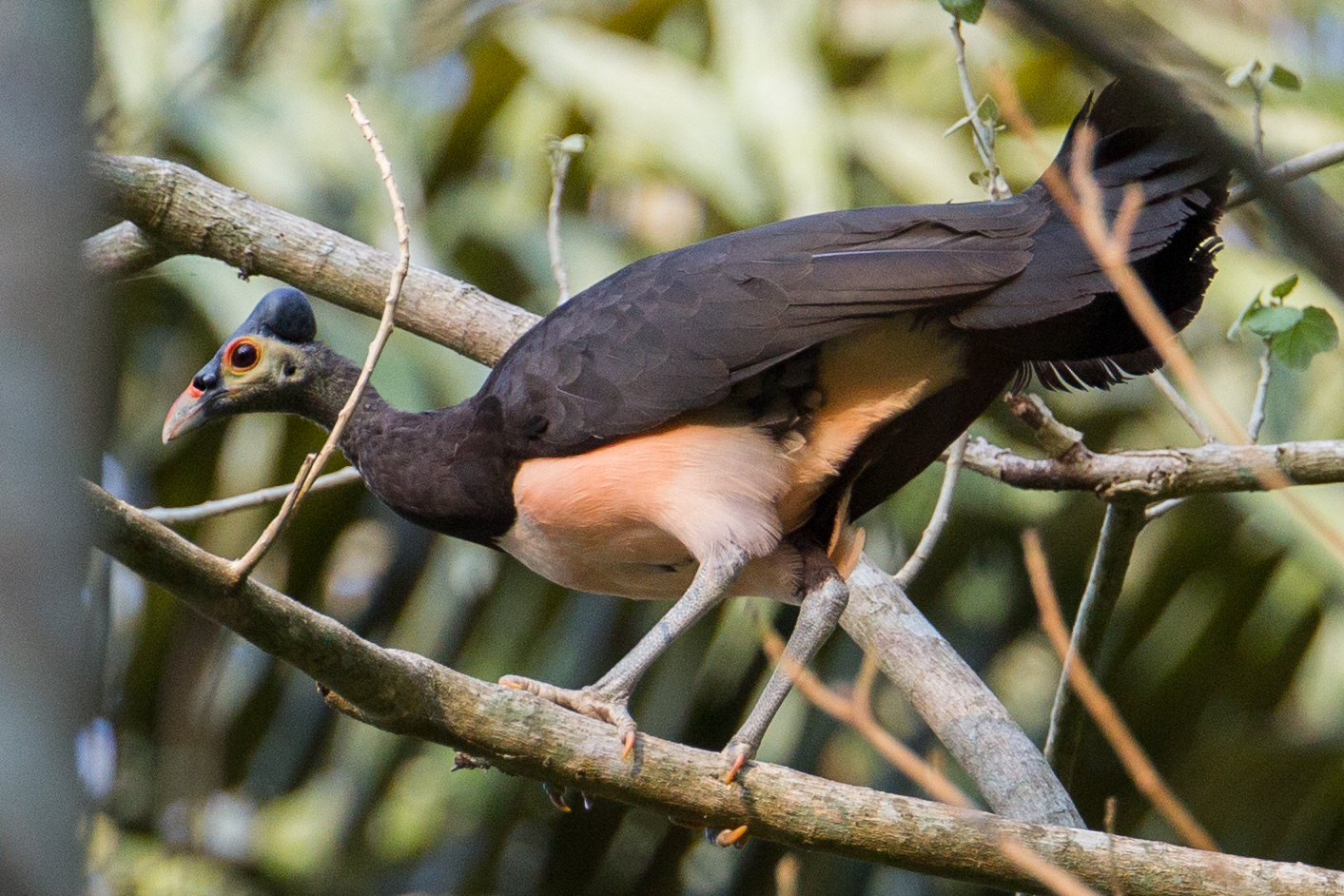
Hammerhuhn

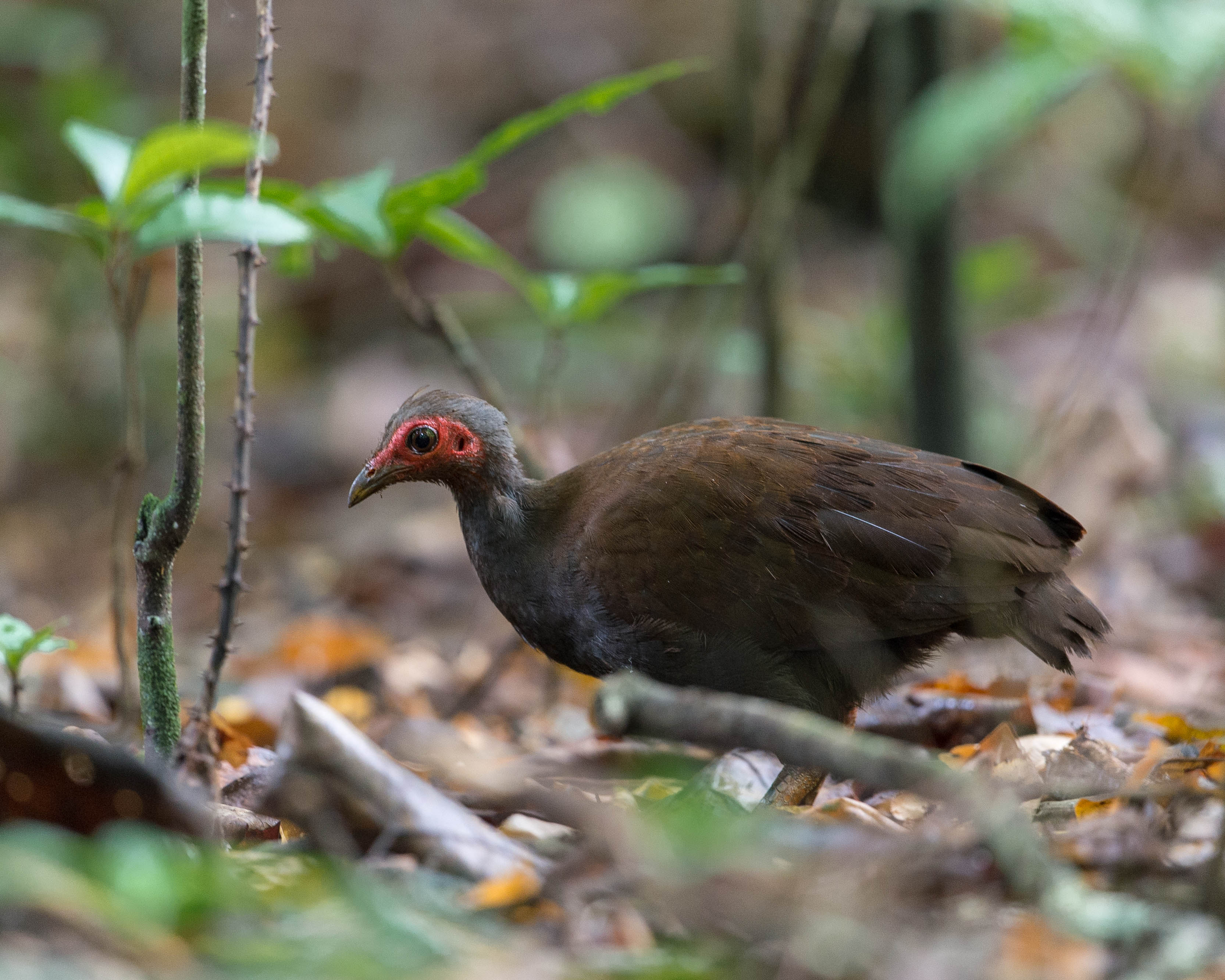
Philippinen-Großfußhuhn

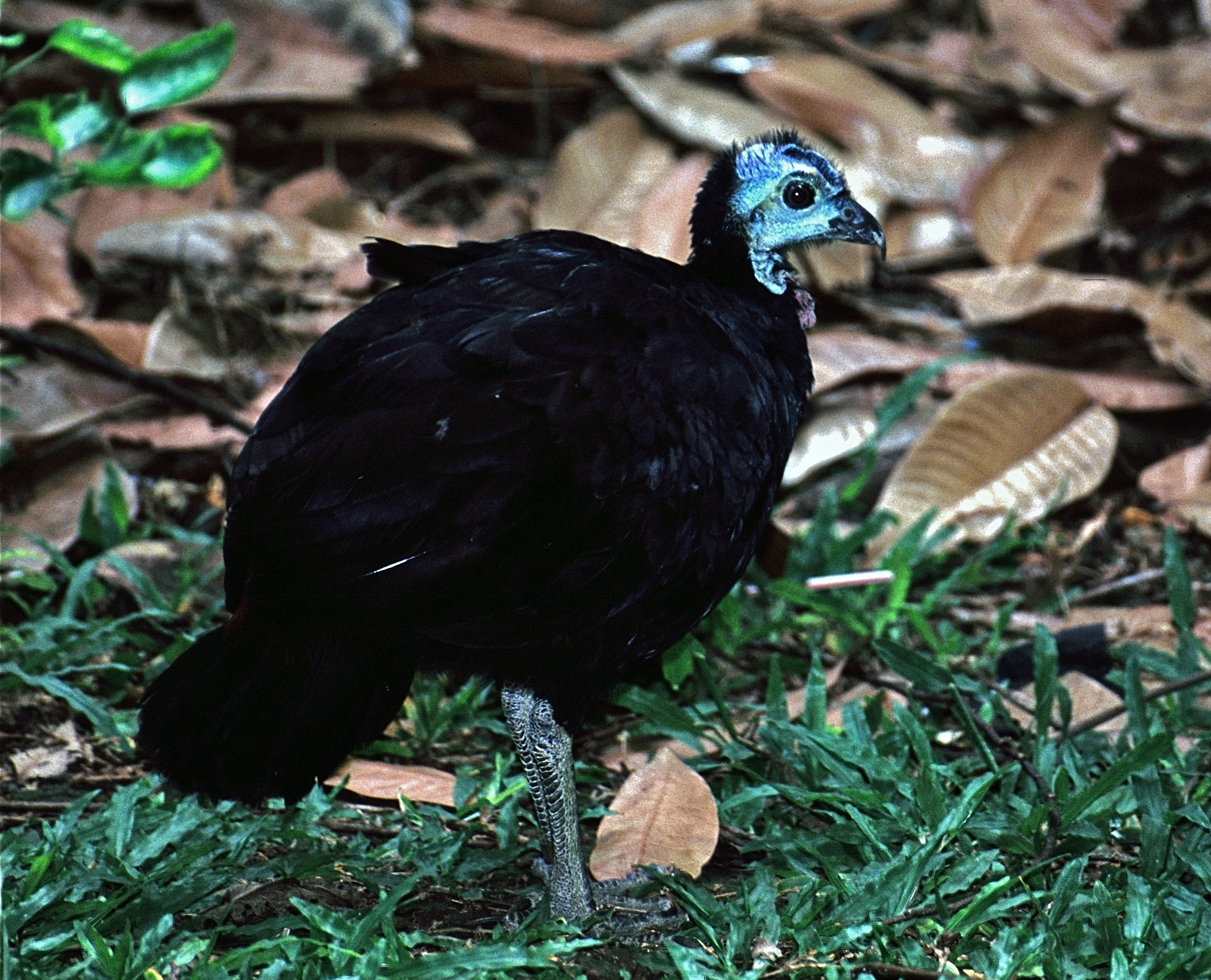
Kammbuschhuhn

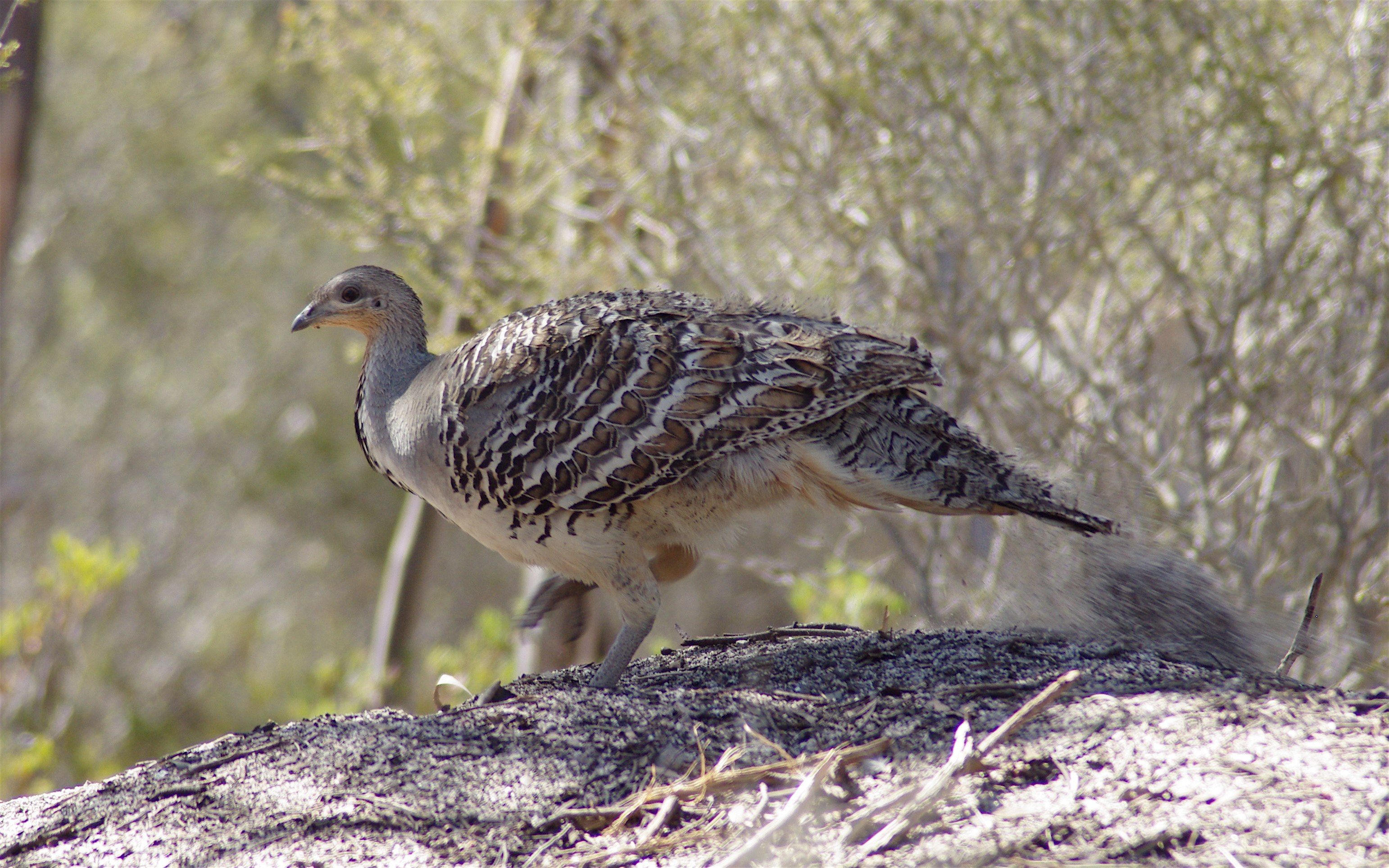
Thermometerhuhn

    - Hammerhuhn, Macrocephalon maleo, Sulawesi und benachbarte Inseln
- Unterfamilie Megapodinae
  - Eulipoa
    - Molukkenhuhn, Eulipoa wallacei, Molukken

  - Megapodius
    - Tonga-Großfußhuhn, Megapodius pritchardii, Niuafoʻou
    - Marianen-Großfußhuhn, Megapodius laperouse, Palau, Nördliche Marianen
    - Nikobaren-Großfußhuhn, Megapodius nicobariensis, Nikobaren
    - Philippinen-Großfußhuhn, Megapodius cumingii, Philippinen, Sulawesi, nördliches Borneo
    - Sula-Großfußhuhn, Megapodius bernsteinii, Banggai- und Sula-Inseln
    - Tanimbar-Großfußhuhn, Megapodius tenimberensis, Tanimbarinseln
    - Molukken-Großfußhuhn, Megapodius freycinet, nördliche Molukken
    - Geelvink-Großfußhuhn, Megapodius geelvinkianus, Schouten-Inseln
    - Bismarck-Großfußhuhn, Megapodius eremita, Bismarck-Archipel, Salomonen
    - Vanuatu-Großfußhuhn, Megapodius layardi, Vanuatu
    - Neuguinea-Großfußhuhn, Megapodius decollatus, nördliches Neuguinea und vorgelagerte Inseln
    - Rotbein-Großfußhuhn, Megapodius reinwardt, Kleine Sunda-Inseln, Westen und Süden Neuguineas, nördliches Australien, den vorgenannten Gebieten vorgelagerte Inseln
- Unterfamilie Talegallinae
  - Alectura
    - Buschhuhn, Alectura lathami, östliches Australien

  - Aepypodius
    - Kammbuschhuhn, Aepypodius arfakianus, Neuguinea, Misool
    - Braunbrust-Buschhuhn, Aepypodius bruijnii, Waigeo

  - Leipoa
    - Thermometerhuhn, Leipoa ocellata, südliches Australien

  - Talegalla
    - Rotschnabel-Talegalla, Talegalla cuvieri, westliches Neuguinea und vorgelagerte Inseln
    - Schwarzschnabel-Talegalla, Talegalla fuscirostris, südliches Neuguinea, Aru-Inseln
    - Halsband-Talegalla, Talegalla jobiensis, nördliches Neuguinea und vorgelagerte Inseln

Früher wurde auch die ausgestorbene neukaledonische Art Sylviornis neocaledoniae in die Familie der Großfußhühner klassifiziert. Nach Untersuchungen des französischen Paleozoologen Jean-Christophe Balouet hat sich dies allerdings als Irrtum herausgestellt, so dass 2005 die neue Familie Sylviornithidae für die Art geschaffen wurde.

## Menschen und Großfußhühner
Seit Jahrhunderten werden Großfußhühner von den menschlichen Bewohnern der Inseln genutzt, auf denen sie heimisch sind. Dies hat, wie unter Verbreitung erwähnt, zu ihrem Aussterben auf mehreren ozeanischen Inseln geführt.
Beliebt sind vor allem die Eier mit ihrem hohen Dotteranteil, so dass manche Inselpopulation ausgestorben sein mag, weil all ihre Bruthügel geöffnet wurden, um an die Eier zu gelangen. Da die Bruthügel leicht zu entdecken sind, ist es in der Tat einfach, eine Population restlos auszulöschen. Das Fleisch der Vögel wird ebenfalls mancherorts gegessen.
Nicht überall jedoch wurde eine so rücksichtslose Ausrottung betrieben. Auf den südlichen Molukken oder auf Neubritannien etwa werden seit Jahrhunderten Eier ausgegraben, die meisten jedoch unangetastet gelassen, um den Bestand der Vögel nicht zu gefährden. Heute gelten die Regeln allerdings nicht mehr, und das Eiersammeln auf Neubritannien geriet bald so außer Kontrolle, dass in den 1970ern fast 5 Millionen Eier pro Jahr geraubt wurden.
Das übermäßige Eiersammeln hat dazu geführt, dass zahlreiche Arten von der IUCN als gefährdet (Molukkenhuhn, Biakhuhn, Layardhuhn, Nikobarenhuhn) oder stark gefährdet (Hammerhuhn, Lapérousehuhn, Pritchardhuhn) eingestuft werden. Das Braunbrust-Talegalla, das endemisch auf der Insel Waigeo ist, wurde bereits für ausgestorben gehalten, ehe man 2002 entdeckte, dass es in gebirgigen Regionen der Insel noch recht häufig ist; wegen ihres kleinen Verbreitungsgebiets gilt auch diese Art als gefährdet.
Als gefährdet wird heute auch das in Australien beheimatete Thermometerhuhn, das wohl bekannteste aller Großfußhühner, eingestuft. In den letzten Jahren hat es einen dramatischen Bestandsrückgang gegeben, der aber andere Ursachen hat. Hierzu gehören Füchse, Marder und frei laufende Hunde, die Zersiedelung durch die Landwirtschaft, Störungen durch Schafe, Rinder und Ziegen und Unfruchtbarkeit durch Pestizide. Im Northern Territory ist das Thermometerhuhn bereits ausgestorben, in anderen Regionen soll nun ein Sofortmaßnahmenkatalog den Rückgang aufhalten.
Hingegen ist die andere bekannte Art Australiens, das Buschhuhn, in den letzten Jahren sogar noch häufiger geworden. Da es in Brisbane mittlerweile auch in Parks und Gärten seine Hügel baut, wird es oft als lästig empfunden, vor allem, da es hierzu Materialien aus Blumenbeeten und Komposthaufen verwendet. Manchmal wird auch ein bestehender Komposthaufen als Bruthügel angenommen.